# Der Kahn mit den beiden Erhängten
Der Kahn mit den beiden Erhängten (Originaltitel La Péniche aux deux pendus) ist eine Erzählung von Georges Simenon, in der Kommissar Maigret einen Todesfall an einer Schleuse ermittelt. Das zur Reihe der Maigret-Romane und -Erzählungen gehörende Werk gehörte zu Simenons ersten Maigret-Erzählungen. Sie entstand im Oktober 1936 in Neuilly-sur-Seine und erschien 1944 in dem Sammelband Les nouvelles enquêtes de Maigret bei Gallimard. In deutscher Übersetzung von Hansjürgen Wille und Barbara Klau wurde sie 1976 bei Kiepenheuer und Witsch veröffentlicht, in neuer Übersetzung von Elfriede Riegler 1987 bei Diogenes in dem Sammelband Sechs neue Fälle für Maigret.

## Handlung
Maigret wird zur Schleuse von Le Coudray gerufen, wo der Kastkahn Astrolabe herrenlos auf dem Fluss treibt und den Schiffsverkehr behindert. An Bord werden der seinen Rausch ausschlafende Fuhrmann Claessens, ein Hund und zwei Leichen angetroffen; es handelt sich um den Kapitän Arthur Aerts, aufgehängt an der Hundekette, und seine Frau Emma Aerts, an einem Betttuch hängend. Jeder verdächtigt Émile Gradut, Heizer auf der Aiglon VII, der Emmas Jugendfreund und lange Zeit verschwunden war. Er wird im Wald von Rougeau, festgenommen, behauptet jedoch seine Unschuld. Unterdessen sucht Maigret das Bistro flussaufwärts des Tatorts auf, das La Citanguette, und verbringt dann die Nacht auf dem Astrolabe. Am nächsten Morgen kann Maigret das Verbrechen aufklären: Emma hatte Aerts wegen seines Geldes geheiratet; als sie ihn betrunken vorfand, strangulierte sie ihn mit der Hundekette. Sie rief dann Gradut herbei, gemeinsam suchten sie nach dem Geld, konnten es aber nicht finden. Gradut floh, nachdem er Emma niedergeschlagen hatte, und ließ den Kahn von den Leinen. Als Emma erwachte und den Kahn treibend vorfand, verließ sie der Mut und sie erhängte sich. Schließlich fand Maigret das Geld in einem Geheimversteck, 100.000 Francs in Goldmünzen.

## Ausgaben
Die Erzählung wurde in der Zeitschrift Paris-Soir-Dimanche (supplément, n° 45) in den Ausgaben vom 30. Oktober und 7. November 1936 vorabgedruckt. In Buchform erschien sie in Les nouvelles enquêtes de Maigret (Paris, Gallimard, N.R.F., 1944). Eine englisch-französische Ausgabe in dem Band Maigret enquête wurde in London bei George G. Harrap 1959 veröffentlicht. Die Erzählung, die u. a. auch 1961 in Ellery Queens Mystery Magazine erschien, wurde auch in die Werkausgaben Œuvres complètes (Lausanne, Editions Rencontre, 1967–1973) in Band IX, in Tout Simenon (Paris, Presses de la Cité, 1988–1993) in Band 24 und in Tout Simenon (Paris, Omnibus, 2002–2004) in Band 24 aufgenommen.
In deutscher Sprache wurde die Erzählung erstmals in dem Sammelband Neues von Maigret. 16 Fälle des berühmten Pariser Kommissars. (Ü: Klau-Wille) veröffentlicht. In neuer Übersetzung liegt sie in dem bei Diogenes 2009 erschienenen Sammelband Sämtliche Maigret-Geschichten (ISBN 978-3-257-06682-1) vor.
Als Hörbuch erschien die Erzählung zusammen mit Der Mann auf der Straße, gelesen von Edgar M. Böhlke, im Steinbach Verlag.